# Richard Cromwell
Richard Cromwell, noto anche, in italiano, come Riccardo Cromwell (Huntingdon, 4 ottobre 1626 – Cheshunt, 12 luglio 1712), è stato un politico inglese e Lord protettore d'Inghilterra, Scozia e Irlanda dal 3 settembre 1658 al 25 maggio 1659, quando fu costretto alle dimissioni dal Parlamento inglese. Era uno dei figli del capo della rivoluzione inglese Oliver Cromwell.

## Biografia
Fu membro del parlamento dal 1654 al 1656; nel 1657 una riforma costituzionale permise al padre Oliver di scegliere il suo successore e questi scelse Richard, il maggiore dei suoi figli sopravvissuti. Divenne Lord protettore a 32 anni nel 1658, ma gli mancavano il carattere, l'esperienza e la volontà per mantenere la carica. Su invito del Parlamento, e senza replicare, abbandonò la posizione e nel 1660 si recò in esilio in Danimarca per sfuggire ai creditori, avendo accumulato debiti ingenti.
La sua abdicazione portò al ritorno al trono del sovrano Carlo II. Dopo un periodo di soggiorno a Ginevra, amnistiato come molti altri rivoluzionari dal nuovo re, rientrò in Inghilterra nel 1680 e trascorse il resto della sua vita lontano dalla scena politica. Morì nel 1712 all'età di 85 anni ed oggi riposa nella chiesa di Tutti i santi ad Hursley, nell'Hampshire.